# Johann Jakob von Tschudi
Johann Jakob von Tschudi (Glarus, 1818. július 25. – Lichtenegg, 1889. október 8.) svájci ornitológus, természettudós, diplomata. Zoológiai szakmunkákban nevének rövidítése: „Tschudi”.

## Élete
Tanult a Leideni Egyetemen, Neuchâtelben, a Zürichi Egyetemen és a párizsi Sorbonne-on, később a berlini Humboldt Egyetemen és Würzburgban; főleg természettudományokkal foglalkozott. Nagy utazásokat tett, így 1838-tól 1843-ig Peruban; 1848-tól Jakobshof nevű falusi jószágán élt Alsó-Ausztriában; majd 1857-59-ben beutazta Braziliát, a La Plata államokat, továbbá Chilét, Bolíviát és Perut és 1859-ben mint svájci követ Braziliába ment, ahol kiváltképpen a kivándorlási viszonyokat tette tanulmány tárgyává. 1861-ben visszatért Európába; 1866-tól mint követ Bécsben működött. 1883-tól visszavonultan ismét jószágán lakott.

## Ismeretesebb művei
- Systen der Batrachier (Neuchâtel, 1838)
- Untersuchungen über die Fauna peruana (St. Gallen, 1844–47, 76 táblával)
- Die Kechua-Sprache (3 rész, Bécs, 1853)
- Ollanta, ein altperuanisches Drama (uo. 1875)
- Peru, Reiseskizzen (2 kötet, St. Gallen, 1846)
- Reisen durch Südamerika (5 kötet, Lipcse, 1866–1869)
- Handbuch für Jäger (uo. 1878)
- Antiguedades peruanas (Rivero közreműködésével, Bécs, 1851)